# Akademickie (Radom)
Akademickie – osiedle znajdujące się w północnej części Radomia. Jego granice wyznaczają: ulica Żółkiewskiego, granice działek, ulica Daszyńskiego, granice działek, ulica Warszawska.
Na osiedlu mieszczą się przede wszystkim budynki należące do Uniwersytetu Radomskiego: 
- akademiki – DS 1. „Wcześniak”, DS 2. „Walet”, DS 3. „Bliźniak”
- hotel „Asystent”
- wydziały – Ekonomiczny, Materiałoznawstwa, Technologii i Wzornictwa
- instytuty - Eksploatacji Pojazdów i Maszyn Wydziału Mechanicznego oraz Technologii Eksploatacji
- dwie hale sportowe, aula główna oraz biblioteka główna

Znajduje się tu również Centrum Handlowe „Echo”, sklepy, pizzeria, bary, piwiarnia oraz Klub Studencki „Alchemia”.
Na osiedle można dojechać autobusami linii: 3, 7, 11, 13, 16, 21, 23, 24 oraz (od ulicy Warszawskiej) 4 i 12.